# Recerca quantitativa
La recerca quantitativa és una estratègia de recerca que se centra a quantificar la recollida i anàlisi de dades. Es forma a partir d'un enfocament deductiu on es posa èmfasi en la prova de la teoria, modelada per les filosofies empiristes i positivistes.
Associada a les ciències naturals, aplicades, formals i socials, aquesta estratègia de recerca promou la investigació empírica objectiva de fenòmens observables per provar i comprendre les relacions. Això es fa mitjançant una sèrie de mètodes i tècniques de quantificació, reflexionant sobre la seva àmplia utilització com a estratègia de recerca en diferents disciplines acadèmiques.
L'objectiu de la investigació quantitativa és desenvolupar i emprar models matemàtics, teories i hipòtesis relacionades amb els fenòmens. El procés de mesura és fonamental per a la investigació quantitativa perquè proporciona la connexió fonamental entre l'observació empírica i l'expressió matemàtica de les relacions quantitatives.
Les dades quantitatives són qualsevol dada que estigui en forma numèrica, com ara estadístiques, percentatges, etc. L'investigador analitza les dades amb l'ajuda de les estadístiques i espera que els números donin un resultat imparcial que es pugui generalitzar a una població més gran. La investigació qualitativa, per la seva banda, indaga profundament en experiències específiques, amb la intenció de descriure i explorar el significat a través de dades de text, narracions o visuals, desenvolupant temes exclusius d'aquest conjunt de participants.
La investigació quantitativa s'utilitza àmpliament en psicologia, economia, demografia, sociologia, màrqueting, salut comunitària, salut i desenvolupament humà, estudis de gènere i ciències polítiques ; i amb menys freqüència en antropologia i història. La recerca en ciències matemàtiques, com la física, també és "quantitativa" per definició, encara que aquest ús del terme difereix en el context. En les ciències socials, el terme es refereix a mètodes empírics originats tant en el positivisme filosòfic com en la història de l'estadística, en contrast amb els mètodes de recerca qualitatius.
La investigació qualitativa només produeix informació sobre els casos particulars estudiats, i les conclusions més generals són només hipòtesis. Es poden utilitzar mètodes quantitatius per verificar quina d'aquestes hipòtesis és certa. Una anàlisi exhaustiva de 1274 articles publicats a les dues principals revistes de sociologia nord-americanes entre 1935 i 2005 va trobar que aproximadament dos terços d'aquests articles utilitzaven mètode quantitatiu.

## Visió general
La investigació quantitativa generalment està estretament relacionada amb idees del "mètode científic", que pot incloure:
- La generació de models, teories i hipòtesis
- Desenvolupament d'instruments i mètodes de mesura
- Control experimental i manipulació de variables
- Recollida de dades empíriques
- Modelització i anàlisi de dades

La investigació quantitativa sovint es contrasta amb la investigació qualitativa, que pretén centrar-se més en descobrir significats i patrons de relacions subjacents, incloses classificacions de tipus de fenòmens i entitats, d'una manera que no impliqui models matemàtics. Els enfocaments de la psicologia quantitativa van ser modelats per primera vegada a partir dels enfocaments quantitatius de les ciències físiques per Gustav Fechner en el seu treball sobre psicofísica, que es va basar en el treball d'Ernst Heinrich Weber. Encara que habitualment s'estableix una distinció entre els aspectes qualitatius i quantitatius de la investigació científica, s'ha argumentat que tots dos van de la mà. Per exemple, basant-se en l'anàlisi de la història de la ciència, Kuhn conclou que "grans quantitats de treball qualitatiu han estat normalment un requisit previ per a una quantificació fructífera en les ciències físiques". La investigació qualitativa s'utilitza sovint per obtenir una idea general dels fenòmens i per formar teories que es puguin provar mitjançant investigacions quantitatives posteriors. Per exemple, a les ciències socials, els mètodes d'investigació qualitativa s'utilitzen sovint per obtenir una millor comprensió de coses com ara la intencionalitat (a partir de la resposta de la parla de l'investigat) i el significat (per què aquesta persona/grup va dir alguna cosa i què va significar per a ells?) (Kieron Yeoman).
Tot i que la investigació quantitativa del món ha existit des que la gent va començar a registrar esdeveniments o objectes que s'havien comptat, la idea moderna dels processos quantitatius té les seves arrels en el marc positivista d'Auguste Comte. El positivisme va posar èmfasi en l'ús del mètode científic mitjançant l'observació per provar empíricament hipòtesis explicant i predint què, on, per què, com i quan es van produir els fenòmens. Els estudiosos positivistes com Comte creien que només els mètodes científics en lloc d'explicacions espirituals prèvies del comportament humà podrien avançar.
Els mètodes quantitatius són un component integral dels cinc angles d'anàlisi fomentats per la metodologia de percolació de dades, que també inclou mètodes qualitatius, revisions de la literatura (inclosa la científica), entrevistes amb experts i simulació per ordinador, i que forma una extensió de triangulació de dades.
Els mètodes quantitatius tenen limitacions. Aquests estudis no proporcionen raonaments darrere de les respostes dels participants, sovint no arriben a poblacions poc representades i poden abastar llargs períodes per recollir les dades.

## Ús de l'estadística
L'estadística és la branca de les matemàtiques més utilitzada en la investigació quantitativa fora de les ciències físiques, i també troba aplicacions dins de les ciències físiques, com ara la mecànica estadística. Els mètodes estadístics s'utilitzen àmpliament en camps com l'economia, les ciències socials i la biologia. La investigació quantitativa utilitzant mètodes estadístics comença amb la recollida de dades, a partir de la hipòtesi o la teoria. Normalment es recull una gran mostra de dades; això requeriria verificació, validació i registre abans que es pugui dur a terme l'anàlisi. Els paquets de programari com SPSS i R s'utilitzen normalment per a aquest propòsit. Les relacions causals s'estudien manipulant factors que es creu que influeixen en els fenòmens d'interès alhora que controlen altres variables rellevants per als resultats experimentals. En l'àmbit de la salut, per exemple, els investigadors podrien mesurar i estudiar la relació entre la ingesta dietètica i els efectes fisiològics mesurables com la pèrdua de pes, controlant altres variables clau com l'exercici. Les enquestes d'opinió de base quantitativa s'utilitzen àmpliament als mitjans de comunicació, amb estadístiques com ara la proporció d'enquestats a favor d'una posició comunament informada. En les enquestes d'opinió, als enquestats se'ls fa un conjunt de preguntes estructurades i les seves respostes es tabulen. En el camp de la ciència del clima, els investigadors compilen i comparen estadístiques com ara la temperatura o les concentracions atmosfèriques de diòxid de carboni.
Les relacions i associacions empíriques també s'estudien amb freqüència utilitzant alguna forma de model lineal general, model no lineal o utilitzant anàlisi factorial. Un principi fonamental en la investigació quantitativa és que la correlació no implica causalitat, encara que alguns com Clive Granger suggereixen que una sèrie de correlacions poden implicar un cert grau de causalitat. Aquest principi es deriva del fet que sempre és possible que existeixi una relació espúria per a variables entre les quals es troba la covariància en cert grau. Les associacions es poden examinar entre qualsevol combinació de variables contínues i categòriques mitjançant mètodes estadístics.

## Mesurament
Les opinions sobre el paper de la mesura en la investigació quantitativa són una mica divergents. Sovint es considera que la mesura és només un mitjà pel qual les observacions s'expressen numèricament per investigar relacions o associacions causals. Tanmateix, s'ha argumentat que la mesura sovint té un paper més important en la investigació quantitativa. Per exemple, Kuhn va argumentar que dins de la investigació quantitativa, els resultats que es mostren poden resultar estranys. Això es deu al fet que acceptar una teoria basada en resultats de dades quantitatives podria resultar ser un fenomen natural. Va argumentar que aquestes anomalies són interessants quan es fan durant el procés d'obtenció de dades, com es veu a continuació:
Quan la mesura s'allunya de la teoria, és probable que doni simples números, i la seva mateixa neutralitat els fa especialment estèrils com a font de suggeriments correctius. Però els números registren l'allunyament de la teoria amb una autoritat i una delicadesa que cap tècnica qualitativa pot duplicar, i que sovint n'hi ha prou per iniciar una recerca (Kuhn, 1961, p. 180).
En la física clàssica, la teoria i les definicions que sustenten la mesura són generalment de naturalesa determinista. En canvi, els models de mesura probabilística coneguts com a model de Rasch i models de teoria de resposta a l'ítem s'utilitzen generalment a les ciències socials. La psicometria és el camp d'estudi relacionat amb la teoria i la tècnica per mesurar els atributs i els fenòmens socials i psicològics. Aquest camp és fonamental per a moltes investigacions quantitatives que es duen a terme dins de les ciències socials.
La investigació quantitativa pot implicar l'ús de proxies com a substituts d'altres quantitats que no es poden mesurar directament. L'amplada de l'anell dels arbres, per exemple, es considera un indicador fiable de les condicions ambientals ambientals, com ara la calor de les estacions de creixement o la quantitat de pluja. Tot i que els científics no poden mesurar directament la temperatura dels darrers anys, l'amplada dels anells d'arbres i altres indicadors climàtics s'han utilitzat per proporcionar un registre semiquantitatiu de la temperatura mitjana a l'hemisferi nord des de l'any 1000 dC. Quan s'utilitza d'aquesta manera, el registre proxy (l'amplada de l'anell d'arbre, per exemple) només reconstrueix una certa quantitat de la variància del registre original. El proxy es pot calibrar (per exemple, durant el període del registre instrumental) per determinar quanta variació es captura, inclosa si es revela la variació tant a curt com a llarg termini. En el cas de l'amplada de l'anella d'arbres, diferents espècies en diferents llocs poden mostrar més o menys sensibilitat a, per exemple, la pluja o la temperatura: quan es reconstrueix un registre de temperatura hi ha una gran habilitat a l'hora de seleccionar proxys que estiguin ben correlacionats amb la variable desitjada.

## Relació amb mètodes qualitatius
En la majoria de les ciències físiques i biològiques, l'ús de mètodes quantitatius o qualitatius no és controvertit, i cadascun s'utilitza quan correspon. En les ciències socials, particularment en sociologia, antropologia social i psicologia, l'ús d'un o altre tipus de mètode pot ser motiu de controvèrsia i fins i tot d'ideologia, amb escoles de pensament particulars dins de cada disciplina afavorint un tipus de mètode i menyspreant. a l'altre. La tendència majoritària al llarg de la història de les ciències socials, però, és utilitzar enfocaments eclèctics, combinant ambdós mètodes. Es poden utilitzar mètodes qualitatius per entendre el significat de les conclusions produïdes pels mètodes quantitatius. Mitjançant mètodes quantitatius, és possible donar una expressió precisa i comprovable a idees qualitatives. Aquesta combinació de recollida de dades quantitatives i qualitatives sovint es coneix com a investigació de mètodes mixts.

## Exemples
- Investigació que consisteix en les quantitats percentuals de tots els elements que formen l'atmosfera terrestre.
- Enquesta que conclou que el pacient mitjà ha d'esperar dues hores a la sala d'espera d'un determinat metge abans de ser seleccionat.
- Un experiment en què al grup x se li van donar dues pastilles d'aspirina al dia i al grup y se li van donar dues pastilles d'un placebo al dia on cada participant és assignat aleatòriament a un o altre dels grups. Els factors numèrics com dues tauletes, el percentatge d'elements i el temps d'espera fan que les situacions i els resultats siguin quantitatius.
- En economia, la investigació quantitativa s'utilitza per analitzar les empreses i els factors que contribueixen a la diversitat d'estructures organitzatives i a les relacions de les empreses amb els mercats de treball, capital i productes.[15]